# كارلوس أوزكي
كارلوس أوزكي (بالإسبانية: Carlos Auzqui)‏ (16 مارس 1991 بلونغ تشامبز في الأرجنتين - ) هو لاعب كرة قدم أرجنتيني في مركز الوسط.

## وصلات خارجية
- كارلوس أوزكي على موقع قاعدة بيانات كرة القدم.إي يو (الإنجليزية)
- كارلوس أوزكي على موقع Soccerway.com (الإنجليزية)
- كارلوس أوزكي على موقع عالم كرة القدم.نت (الإنجليزية)
- كارلوس أوزكي على موقع AS.com (الإسبانية)